# Mitsubishi Zinger
Der Mitsubishi Zinger ist ein MPV auf Basis des Mitsubishi Challenger/Pajero Sport und wird in Taiwan seit Dezember 2005 produziert und angeboten. Von Juni 2007 bis 2016 wurde er auch auf den Philippinen als Mitsubishi Fuzion angeboten.
Ab der zweiten Jahreshälfte 2007 startete die Produktion durch Soueast als Soueast Zinger für den chinesischen und andere asiatische Märkte. 

## Übersicht
Der Name Zinger leitet sich von einer „Person oder etwas voller Energie und Vitalität“ ab.
Angetrieben wird das Fahrzeug von einem Mitsubishi-Ottomotor 4G64 mit 2,4 Liter Hubraum und 108 kW Leistung. Die Kraftübertragung erfolgt über ein Fünfgang-Schaltgetriebe. Aufgrund neuer Abgasnormen wird in Kombination mit einem Viergang-Automatikgetriebe seit 2008 der Mitsubishi-Ottomotor 4G69 mit 2,4 Liter Hubraum und 117 kW (157 PS) Leistung eingebaut.
Im Oktober 2015 wurde die Leistung des 4G69-Motors von 117 auf 100 kW (157 auf 136 PS) verringert und die Drehzahl des maximalen Drehmomentes von 4.500 auf 2.300/min gesenkt. Ferner wurde ein neues 5-Gang-Automatikgetriebe eingebaut, das sowohl die frühere 4-Gang-Automatik als auch das manuelle Getriebe ersetzte. In Taiwan erhielt der Zinger ab 2015 ein leichtes Facelift und wurde in ein Produkt mit dem Markennamen CMC umgewandelt, nachdem sich CMC kürzlich als taiwanesische Automarke neu positioniert hatte. Das Facelift umfasste die Erneuerung des CMC-Logos und das charakteristische CMC-Frontgrill- und Stoßfängerdesign.

Der Mitsubishi Fuzion wurde 2016 von der philippinischen Mitsubishi-Website entfernt. Der seit 2017 gebaute Xpander, der bei Mitsubishi Motors Krama Yudha Indonesia gebaut wird, dient als Ersatz für den Fuzion. Der Xpander wird nicht nach China und Taiwan exportiert.

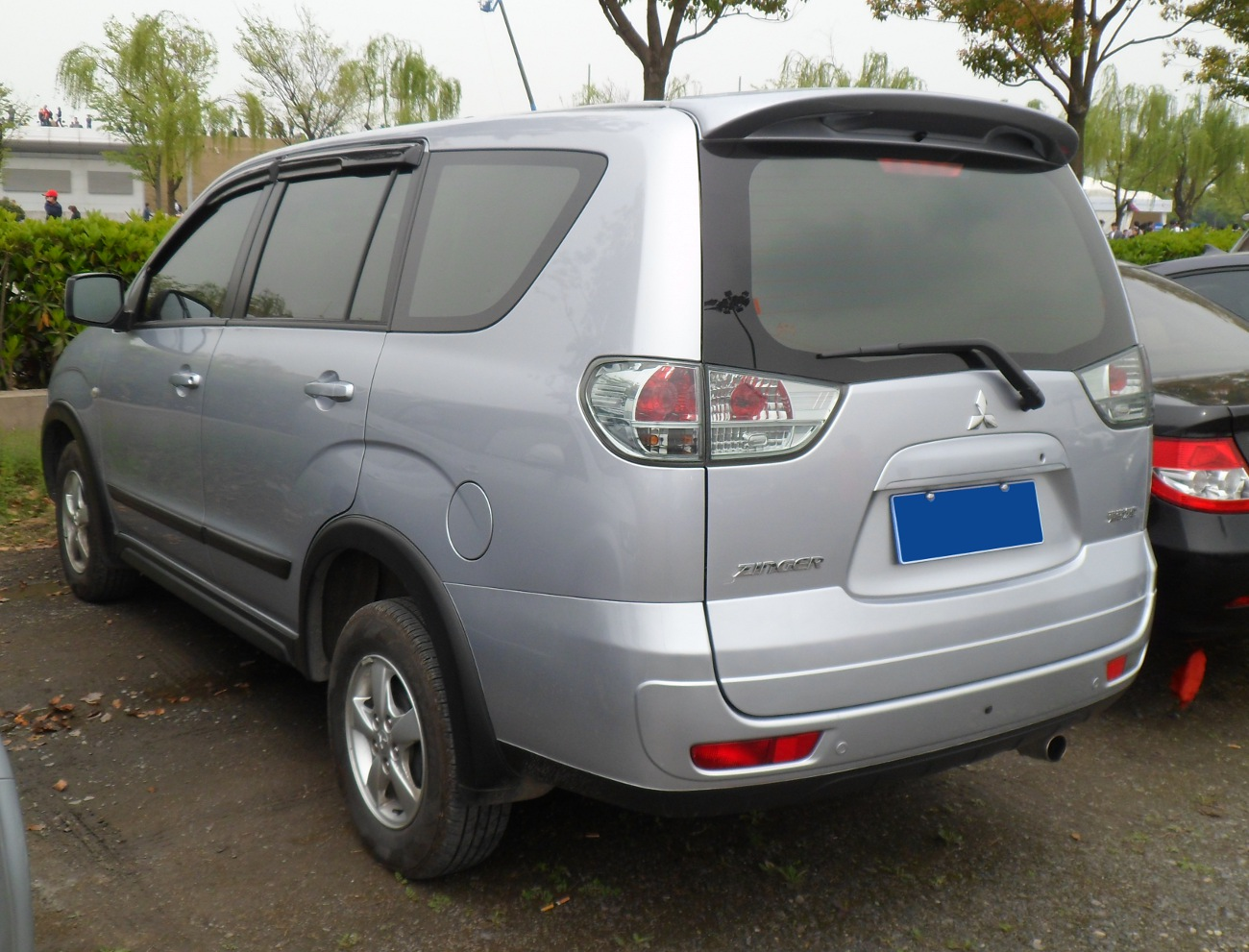
Heckansicht
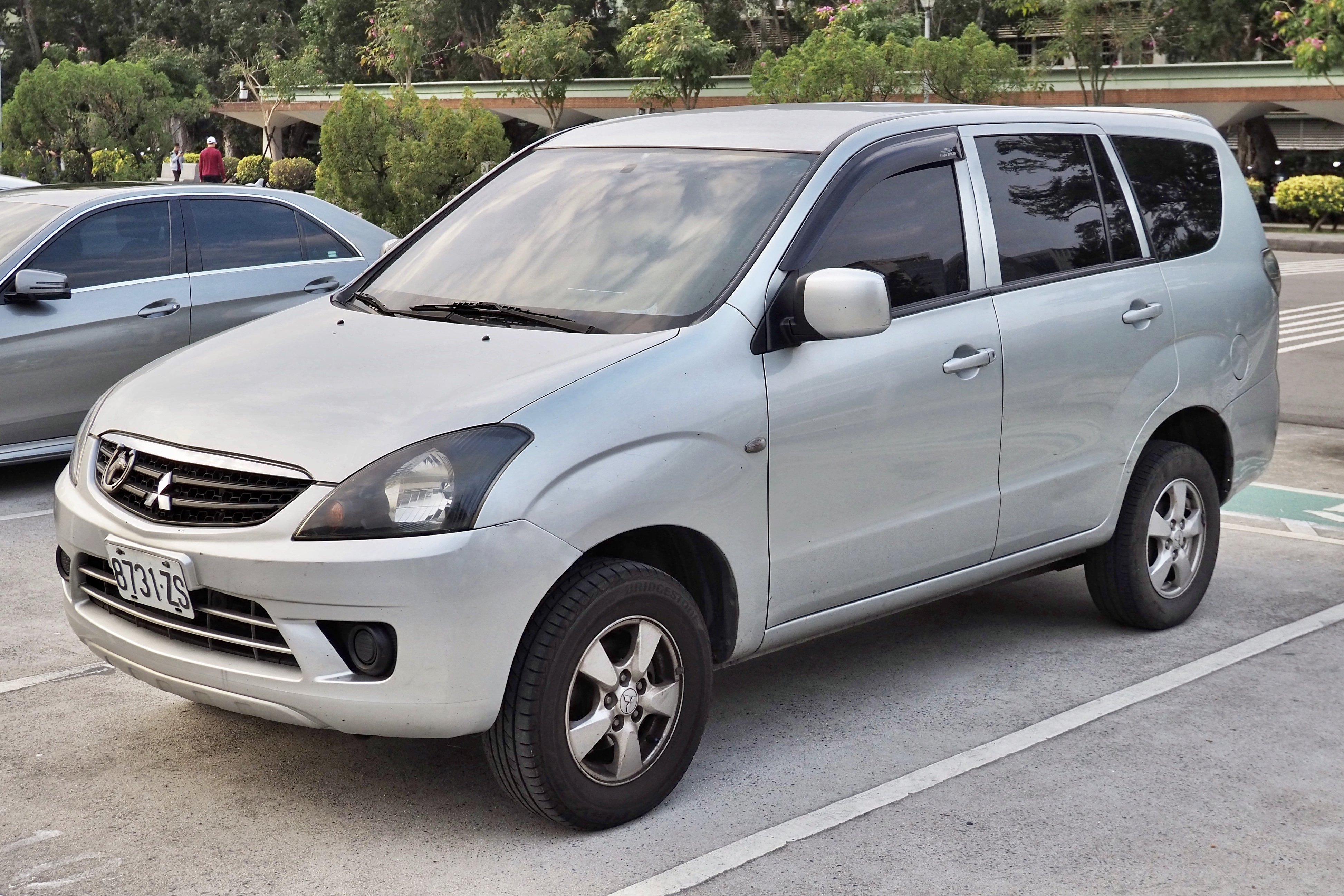
Facelift
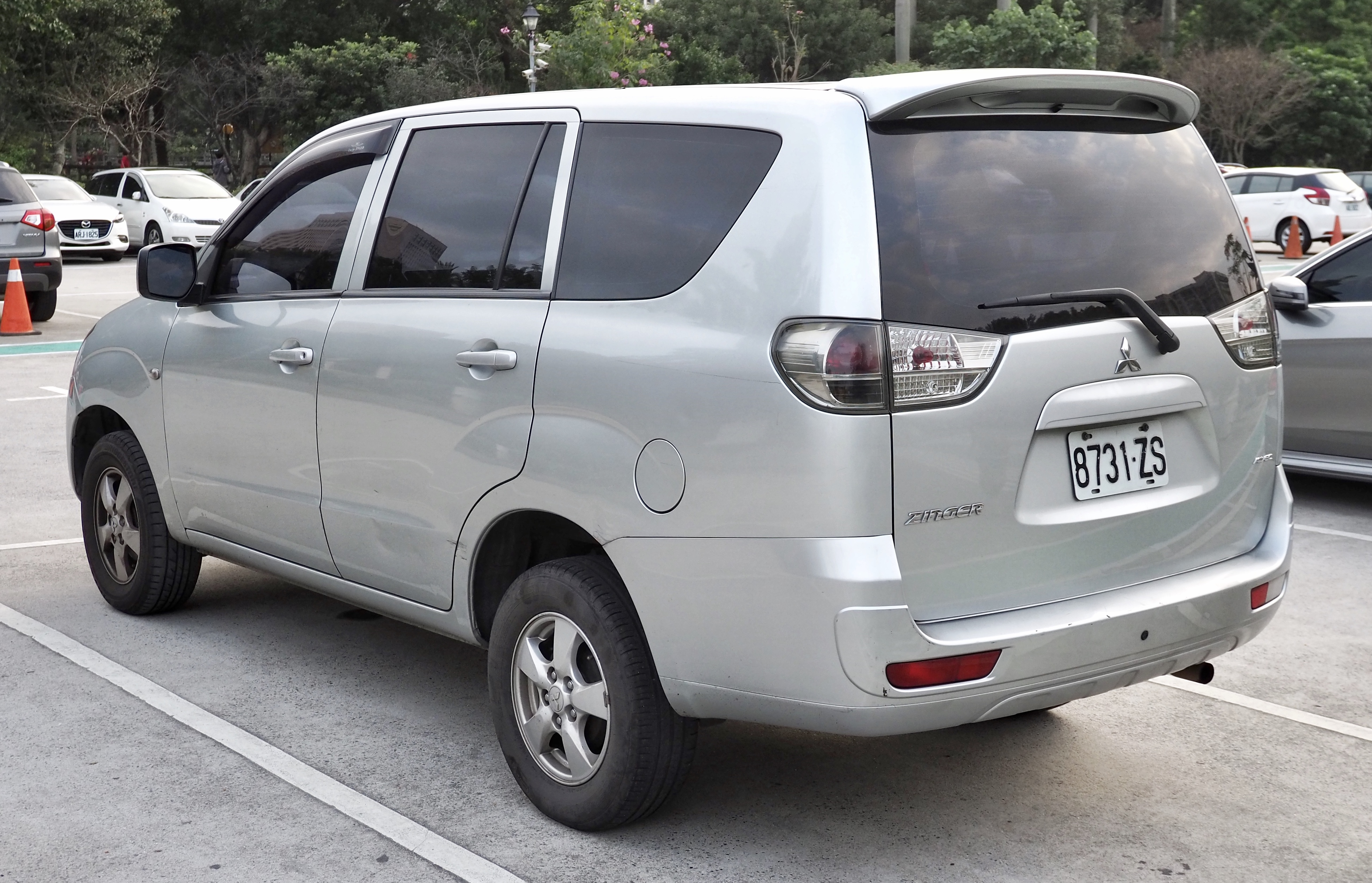
Heckansicht